# 古罗马兵营
古罗马兵营（拉丁語：Castra，音译卡斯特拉，单数格式）是古罗马人用作军事防御阵地而构建的建筑物或预留的地块。这个词在奥斯坎语和翁布里亚语都出现。在古典拉丁语中，根据雷纳特斯的解释，的意思是“大的军团营地”，也包含了行军，临时和永久防御的意思，小词缀形式的通常但有时并非如此用于表示较小的堡垒，被辅助部门占用，作为军团的物流基地。在英语中，术语，和通常指。然而学术界趋于使用，和作为的翻译。这些惯例通常被遵循并使用在学术著作中。

## 古罗马兵营的类型

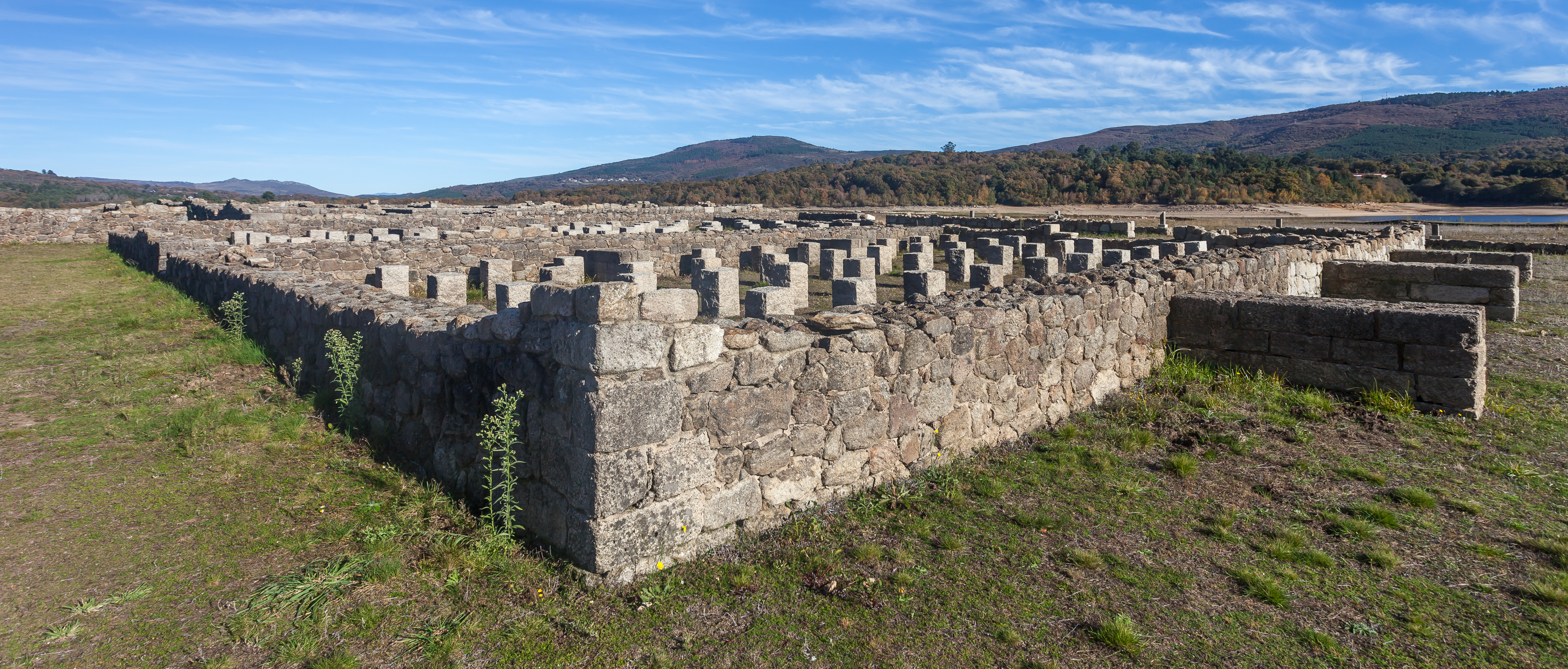
西班牙加利西亚自治区奥伦塞省班德的古罗马兵营阿克斯格·夸库尼斯。

古罗马兵营有名的类型是营地，在士兵不作战或行军时用于容纳和保护士兵以及他们的设备和用品的军事重镇。根据规定，一支主要的野战军队每天要撤退到一个正确构造的营地里。为此，行军里面需要运输辎重，货车和士兵的背担负建造营地所需材料。营地由工程部门负责，该部门有很多类型的专家，由首席工程师指挥，从士兵中征用大量的劳动力。他们可以在敌人的攻击下於短短的几个小时建造一个营地。
营地让罗马人在野战时保持休息和提供补给。无论是凯尔特还是日耳曼军队都没有这样的能力。

## 脚注
1. ↑  参见Vegetius, Epitoma rei militaris, 3.8.
2. ↑  See D. B. Campbell, Roman Auxiliary Forts 27 BC-AD 378, Oxford 2009, page 4, with a discussion about the typologies of Roman fortifications.
3. ↑  Ramsay's classic article, linked under External links, General, below, covers types of camps and camps in general. This Wikipedia article is heavily indebted but not exclusively to it.